# 恒丰路桥

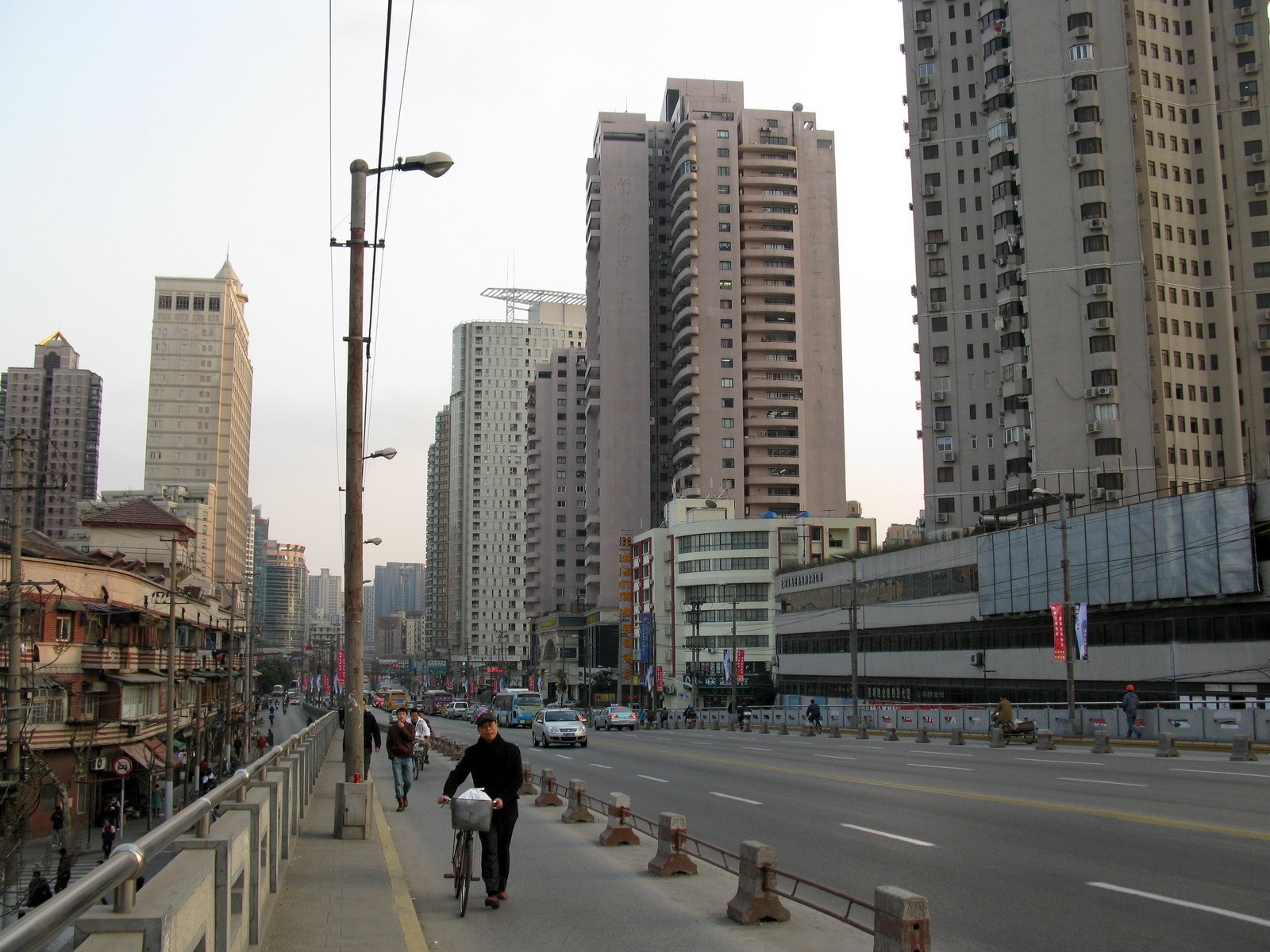
石门二路蘇州河附近的恒丰路桥

恒丰路桥是中華人民共和國上海市靜安區一座跨越蘇州河的橋樑，連接恒丰路與石门二路。最初建於1903年，由三名商人集資修建，當時名為匯通橋，是一座木橋。1914年拆除，1916年重建。1927年橋身中孔斷裂，再度重建，並改名為恆豐路橋。抗日戰爭時期木橋被毀。1947年，在原木橋的位置上新建鋼筋混凝土橋。1986年配合上海新客站工程恆豐路橋重建。2021年，恒丰路桥加装电梯。